# Treprostynil
Treprostynil, treprostinil – organiczny związek chemiczny, syntetyczna pochodna prostacykliny stosowana w leczeniu tętniczego nadciśnienia płucnego. Fizjologiczny efekt treprostynilu polega na wazodylatacji. Głównymi działaniami farmakologicznymi treprostynilu są bezpośrednie rozszerzenie tętnic płucnych i pozostałych naczyń posiadających mięśniówkę gładką oraz hamowanie agregacji płytek krwi. Oprócz bezpośredniego działania na naczynia lek ten hamuje również cytokiny

## Mechanizm działania
Głównym działaniem treprostynilu jest rozszerzenie tętnic płucnych i ogólnoustrojowych. Hamuje także agregację płytek krwi oraz proliferację mięśni gładkich. Jako syntetyczny analog prostacykliny wiąże się on z receptorem prostacykliny, który następnie indukuje wymienione powyżej efekty.

## Wskazania do stosowania
- charakterystyka produktu leczniczego: leczenie samoistnego lub dziedzicznego tętniczego nadciśnienia płucnego w celu poprawienia tolerancji wysiłkowej i objawów chorobowych u pacjentów, znajdujących się w III czynnościowej klasie NYHA

- wytyczne Europejskiego Towarzystwa Kardiologicznego dotyczące rozpoznawania i leczenia nadciśnienia płucnego w 2015: leczenie pochodnymi prostacykliny w klasie III i IV NYHA[2].

- program leczenia tętniczego nadciśnienia płucnego: terapia II rzutu u pacjentów w wieku 18 lat i powyżej: po nieskutecznym leczeniu I rzutu lub u pacjentów będący w IV klasie czynnościowej WHO w momencie rozpoznania choroby

## Przeciwwskazania
- nadwrażliwość na treprostynil lub którąkolwiek substancję pomocniczą
- zastoinowa niewydolność serca spowodowana ciężkim zaburzeniem czynności lewej komory serca
- ciężka niewydolność wątroby
- czynna choroba wrzodowa przewodu pokarmowego, krwawienie śródczaszkowe

## Drogi podawania

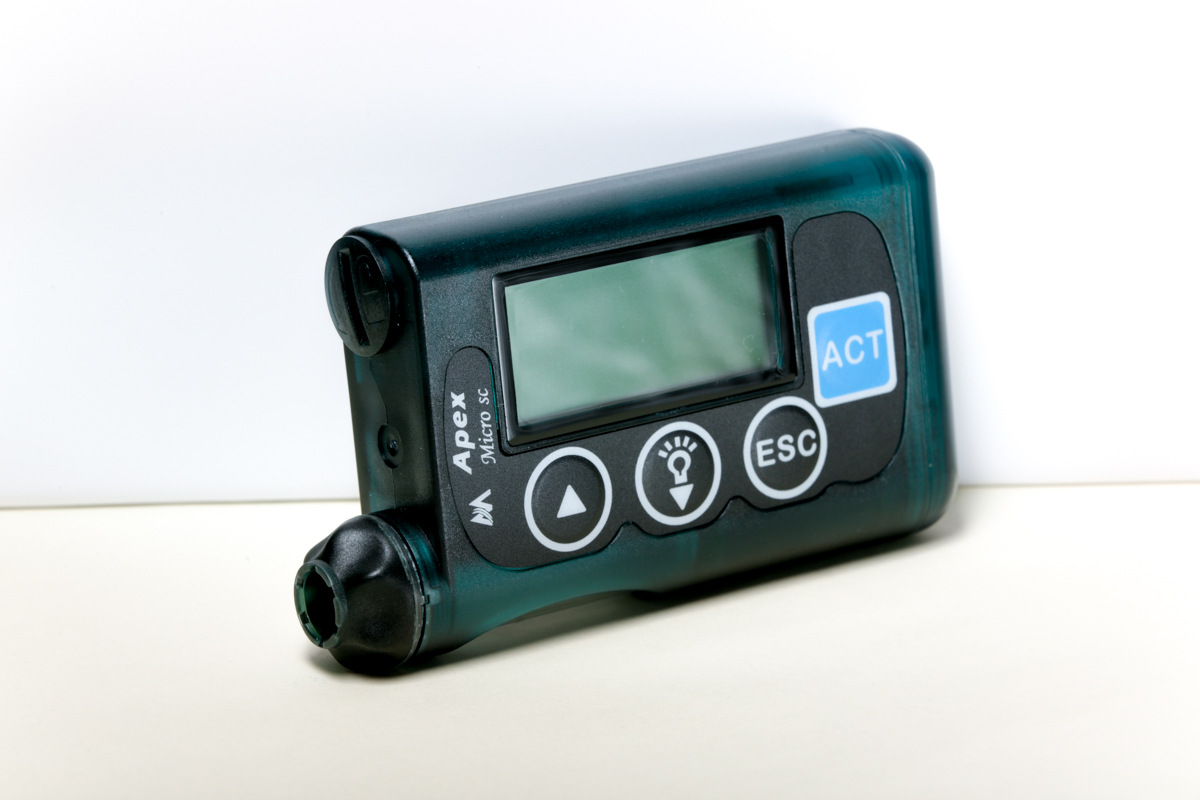
Pompa do podskórnego podawania treprostynilu

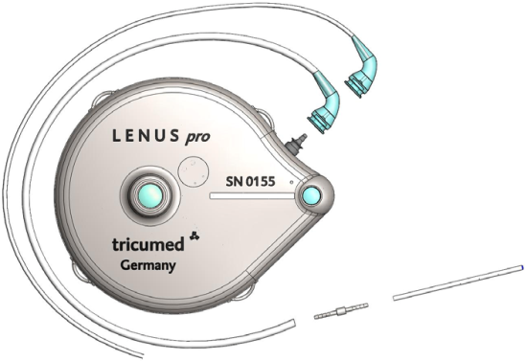
Pompa do dożylnego podawania treprostynilu

Treprostynil sodu ma formę bezbarwnego roztworu do podawania w ciągłym wlewie podskórnym lub dożylnym. Do iniekcji podskórnej wykorzystywana jest mikroinfuzyjna pompa Apex Micro Sc, połączona kaniulą z wkłuciem podskórnym. Do podawania dożylnego służy w całości implantowana pod skórę, niemal bezobsługowa, pompa LenusPro, której obsługa ogranicza się do napełniania co 3–5 tygodni.

## Działania niepożądane
Występowanie niepożądanych objawów, do których zalicza się zaczerwienienie twarzy, ból głowy, niedociśnienie tętnicze, nudności, wymioty i biegunka, uzależnione jest na ogół od stosowanej dawki treprostynilu i wynikają bezpośrednio z właściwości farmakologicznych prostacyklin.
Działania niepożądane mogą ustąpić w miarę kontynuacji terapii, natomiast, gdy trwają lub nie są tolerowane przez pacjenta, wówczas w celu ich złagodzenia,szybkość infuzji może zostać zmniejszona.
Objawy miejscowe, jak ból i odczyny w miejscu podania infuzji podskórnie, można niwelować lekami działającymi miejscowo. W przypadku znacznego nasilenia uzasadniona wydaje się zmiana formy podawania leku na dożylną i implantacja pompy LenusPro.

## Dawkowanie i preparaty
Leczenie treprostynilem podawanym podskórnie rozpoczyna się od dawki 1–2 ng/kg/min, którą zwiększa się w zależności od nasilenia działań niepożądanych (ból w miejscu podawania, zaczerwienienie skóry, bóle głowy). Optymalna dawka ustalana jest indywidualnie u poszczególnych chorych. U większości waha się od 20 do 80 ng/kg/min. Nie określono dawki maksymalnej, limitowana jest ona jedynie tolerancją chorego.
W Polsce treprostynil występuje w formie roztworu pod nazwą Remodulin w stężeniach 1 mg/ml, 2,5 mg/ml, 5 mg/ml, 10 mg/ml w fiolkach po 20 ml. Producent: Ferrer International.

## W Polsce
Wyniki wieloośrodkowego badania rejestracyjnego, do którego kwalifikowani byli również polscy pacjenci, zostały opublikowane w 2002. Od tego czasu treprostynil jest zarejestrowany jako lek do stosowania w leczeniu tętniczego nadciśnienia płucnego. Obecnie w Polsce z terapii korzysta ponad 120 chorych z TNP; około 17 pacjentów ma implantowaną pompę do terapii dożylnej.